# Matrículas automovilísticas de Japón

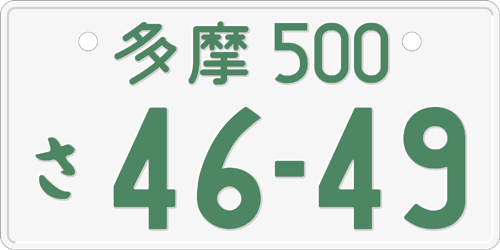
Matrícula para vehículos turismo particular de menos de 2000 cm³

Las matrículas se colocan en la parte trasera y delantera del vehículo, sellando uno de los tornillos traseros, excepto en los keicar que carecen de sello, de manera que sea imposible de extraer la matrícula mientras no sea necesario cambiarla por cambio de propietario o de domicilio. Las placas son rectangulares.
En la parte superior de la matrícula se muestran varias letras japonesas, las cuales indican la prefectura en la que el vehículo fue matriculado. Junto a estas letras, se muestran una serie de números, empezando (el primero de ellos en caso de tener más de 2000 cc.) en 3 o 5. En la segunda línea se muestra una combinación de cuatro números separados por un guion. 

## Tipos de placas
| Tipo                    | Motor (cc.) ** | Color de la placa   | Color de los caracteres | Dimensión de la placa |
| ----------------------- | -------------- | ------------------- | ----------------------- | --------------------- |
| Vehículo privado        | >660           | Blanco              | Verde                   | Medio o largo         |
| Vehículo comercial      | >660           | Verde               | Blanco                  | Medio o largo         |
| Coche pequeño (Keicar)  | <660           | Amarillo            | Negro                   | Medio                 |
| Coche pequeño comercial | <660           | Negro               | Amarillo                | Medio                 |
| Microcar                | 0–49           | Azul cielo*         | Azul                    | Muy pequeño           |
| 2 ruedas                | 0–49           | Blanco*             | Azul                    | Super pequeño         |
| 2 ruedas                | 50–89          | Amarillo*           | Azul                    | Super pequeño         |
| 2 ruedas                | 90–124         | Rosa*               | Azul                    | Super pequeño         |
| 2 ruedas                | 125–249        | Blanco              | Verde                   | Pequeño               |
| 2 ruedas                | ≥250           | Blanco, borde verde | Verde                   | Pequeño               |

*Estas matrículas son emitidas por los gobiernos municipales.
Grande
44x22 cm
(para vehículos de más de 8 toneladas, o capacidad de 30 personas o más)
Medio
33x16.5 cm
Pequeña
23x12.5 cm
Extra Pequeña
unos 20x10 cm
(difiere según cada municipio)
Hasta el 31 de diciembre de 1974, los keicar tenían pequeñas placas verdes y blancas. Después de esta fecha, recibieron placas medianas, ahora en negro y amarillo para distinguirlas de los coches normales.
|                                                                  | Vehículos privados | Vehículos comerciales |
| ---------------------------------------------------------------- | ------------------ | --------------------- |
| Vehículos compactos o grandes y motos (desplazamientos <250 cm³) |                    |                       |
| Keicar                                                           |                    |                       |
| Vehículo de 2 ruedas ≥250 cm³                                    |                    |                       |

Tenga en cuenta que, para evitar cualquier reclamo de invasión de la privacidad, el artista de estas imágenes ha seleccionado deliberadamente una combinación de caracteres no válida.
La ilustración muestra cómo podría verse una matrícula. La línea superior contiene el nombre de la oficina de emisión y un código de clase de vehículo. La línea inferior contiene un carácter hiragana y un número de serie de cuatro dígitos divididos en dos grupos de dos dígitos separados por un guion. Los ceros iniciales se reemplazan por puntos centrados.
Las matrículas blancas pueden tener los siguientes caracteres hiragana (en negrita indica los caracteres de los vehículos de alquiler):
さすせそたちつてとなにぬねのはひふほまみむめもやゆよらりるろれわ
Las matrículas verdes pueden tener el los siguientes caracteres hiragana:
あいうえかきくけこを
Algunos caracteres, incluidos los que tienen un dakuten o un handakuten, no se pueden usar en ninguna matrícula, incluidas las amarillas y negras:
'ばだがぱざびぢぎぴじぶづぐぷずべでげペぜぼどごぽぞゑゐ

Una matrícula en Japón sigue este formato: KK?$H ## - ## (por ejemplo, 立 500 き 21-41), donde "KK" es el nombre de la oficina emisora en kanji, "?" es un 5 para vehículos de menos de 2000 cc y un 3 para vehículos de más de 2000 cc (otros números son menos comunes: 1 para camiones grandes, 2 para autobuses, etc), "$" es un número del 0 al 99 (las matrículas anteriores a 1971 omitirán esto), "H" es un hiragana y los "#" son números de 0 a 9 (*los ceros a la izquierda se reemplazan por puntos centrados).

### Matrículas de uso especial

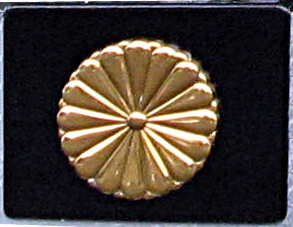
Matrícula de la Casa Imperial de Japón

Los vehículos que son propiedad del personal del ejército de los Estados Unidos en Japón bajo el Acuerdo de Estado de Fuerzas (SOFA) tienen una "Y" en las matrículas blancas, o una "A" en las placas amarillas, donde normalmente se muestra el carácter hiragana. Las versiones anteriores de las matrículas SOFA mostraban las letras "K", "M", "G", "H" y "E". Estas letras indicaban que el automóvil se importó a Japón bajo SOFA y se condujo a la izquierda. Hoy, los automóviles con una "E" indican que no se ha pagado el impuesto a las ventas japonés y que el vehículo no permanecerá en Japón cuando el militar se retire. Desde la década de 1980, los comandos militares han desanimado a los miembros del servicio asignados a Japón a que envíen sus vehículos desde los EE. UU. al país, por lo que esto rara vez se ve. Los militares que se retiran en Japón usan el hiragana "よ". Muchos optan por comprar vehículos domésticos de segunda mano a través de concesionarios de automóviles usados fuera de la base y de otros miembros del servicio que salen de Japón en "lotes de limón" en la base.

### Matrículas para uso en el extranjero
Debido a que el sistema de escritura japonés, particularmente el kana, es exclusivo de Japón, las matrículas japonesas de emisión estándar se consideran inaceptables para los viajes internacionales. Si los automovilistas desean llevar sus vehículos al extranjero con ellos, el Ministerio de Transporte les entregará placas con los caracteres hiragana y kanji reemplazados por letras romanas. El prefijo hiragana es reemplazado por una romanización Kunrei-shiki de ese personaje. El código de la prefectura / oficina de kanji se reemplaza por una abreviatura de dos o tres letras, las dos primeras letras representan a la prefectura, la tercera (si está presente) representa la oficina dentro de la prefectura. Todas las porciones numéricas de la placa permanecen iguales.

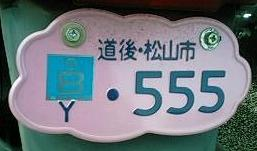
NHK anunció a principios de 2009 que las prefecturas ahora pueden elegir su propio esquema de color y posiblemente un patrón. Esto ya se está haciendo con las placas de motocicleta para Matsuyama, prefectura de Ehime

Usando el ejemplo dado anteriormente, la matrícula (立 立 500 き 21-41) sería TKA 500 KI 21-41 (TKA para Tokio Adachi). Ver: tabla de prefecturas (debajo).

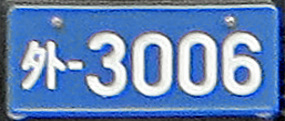
Matrícula diplomática extranjera con 外

## Oficinas y marcas de transporte por prefecturas

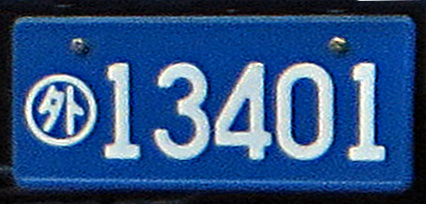
Matrícula diplomática extranjera con 外 redondeado

En 2006, el MLIT aprobó varios nombres de lugares nuevos, conocidos como números de Gotōchi (ご当地), para lugares que querían aumentar su reconocimiento con fines como el turismo. Los criterios incluyeron la necesidad de 100,000 vehículos en el área y evitar un desequilibrio en la prefectura. Las nuevas ubicaciones comenzaron a aparecer en 2006 en placas para vehículos registrados en determinadas ciudades, pueblos y aldeas en o cerca de los lugares.
| Emisor     | Emisor         | Nominación | Nominación           | Nominación    | Nominaciones actuales |
| Prefectura | Municipio      | Japonés    | Transcripción        | Internacional | Nominaciones actuales |
| ---------- | -------------- | ---------- | -------------------- | ------------- | --------------------- |
| Aichi      | Komaki         | 尾張小牧   | Owari-Komaki         | ACO           |                       |
| Aichi      | Komaki         | 一宮       | Ichinomiya           | ACI           |                       |
| Aichi      | Komaki         | 春日井     | Kasugai              | ACK           |                       |
| Aichi      | Nagoya         | 名古屋     | Nagoya               | ACN           | 愛 (AC)               |
| Aichi      | Toyohashi      | 豊橋       | Toyohashi            | ACT           |                       |
| Aichi      | Toyota         | 三河       | Mikawa               | ACM           |                       |
| Aichi      | Toyota         | 岡崎       | Okazaki              | ACZ           |                       |
| Aichi      | Toyota         | 豊田       | Toyota               | ACY           |                       |
| Akita      | Akita          | 秋田       | Akita                | ATA           | 秋 (AT)               |
| Aomori     | Aomori         | 青森       | Aomori               | AMA           | 青 (AM)               |
| Aomori     | Hachinohe      | 八戸       | Hachinohe            | AMH           |                       |
| Chiba      | Chiba          | 千葉       | Chiba                | CBC           | 千 (CB)               |
| Chiba      | Chiba          | 成田       | Narita               | CBT           |                       |
| Chiba      | Funabashi      | 習志野     | Narashino            | CBN           |                       |
| Chiba      | Noda           | 野田       | Noda                 | CBC           |                       |
| Chiba      | Noda           | 柏         | Kashiwa              | CBK           |                       |
| Chiba      | Sodegaura      | 袖ヶ浦     | Sodegaura            | CBS           |                       |
| Ehime      | Matsuyama      | 愛媛       | Ehime                | EH            |                       |
| Fukui      | Fukui          | 福井       | Fukui                | FI            |                       |
| Fukuoka    | Fukuoka        | 福岡       | Fukuoka              | FOF           | 福 (FO)               |
| Fukuoka    | Iizuka         | 筑豊       | Chikuhō              | FOC           |                       |
| Fukuoka    | Kitakyūshū     | 北九州     | Kitakyūshū           | FOK           |                       |
| Fukuoka    | Kurume         | 久留米     | Kurume               | FOR           |                       |
| Fukushima  | Fukushima      | 福島       | Fukushima            | FS            |                       |
| Fukushima  | Fukushima      | 会津       | Aizu                 | FSA           |                       |
| Fukushima  | Fukushima      | 郡山       | Kōriyama             | FSK           |                       |
| Fukushima  | Iwaki          | いわき     | Iwaki                | FSI           |                       |
| Gifu       | Gifu           | 岐阜       | Gifu                 | GFG           | 岐 (GF)               |
| Gifu       | Takayama       | 飛騨       | Hida                 | GFH           |                       |
| Gunma      | Maebashi       | 群馬       | Gunma                | GMG           | 群 (GM)               |
| Gunma      | Maebashi       | 前橋       | Maebashi             | GMM           |                       |
| Gunma      | Maebashi       | 高崎       | Takasaki             | GMT           |                       |
| Hiroshima  | Fukuyama       | 福山       | Fukuyama             | HSF           |                       |
| Hiroshima  | Hiroshima      | 広島       | Hiroshima            | HSH           | 広 (HS)               |
| Hokkaidō   | Asahikawa      | 旭川       | Asahikawa            | AKA           | 旭 (AK)               |
| Hokkaidō   | Hakodate       | 函館       | Hakodate             | HDH           | 函 (HD)               |
| Hokkaidō   | Kitami         | 北見       | Kitami               | KIK           | 北 (KI)               |
| Hokkaidō   | Kushiro        | 釧路       | Kushiro              | KRK           | 釧 (KR)               |
| Hokkaidō   | Muroran        | 室蘭       | Muroran              | MRM           | 室 (MR)               |
| Hokkaidō   | Obihiro        | 帯広       | Obihiro              | OHO           | 帯 (OH)               |
| Hokkaidō   | Sapporo        | 札幌       | Sapporo              | SPS           | 札 (SP)               |
| Hyōgo      | Himeji         | 姫路       | Himeji               | HGH           |                       |
| Hyōgo      | Kōbe           | 神戸       | Kōbe                 | HGK           | 兵 (HG)               |
| Ibaraki    | Mito           | 水戸       | Mito                 | IGM           | 茨城 (IGI), 茨 (IG)   |
| Ibaraki    | Tsuchiura      | 土浦       | Tsuchiura            | IGT           |                       |
| Ibaraki    | Tsuchiura      | つくば     | Tsukuba              | IGK           |                       |
| Ishikawa   | Kanazawa       | 石川       | Ishikawa             | IKI           | 石 (IK)               |
| Ishikawa   | Kanazawa       | 金沢       | Kanazawa             | IKK           |                       |
| Iwate      | Yahaba         | 岩手       | Iwate                | ITI           | 岩 (IT)               |
| Iwate      | Yahaba         | 平泉       | Hiraizumi            | ITH           |                       |
| Iwate      | Yahaba         | 盛岡       | Morioka              | ITM           |                       |
| Kagawa     | Takamatsu      | 香川       | Kagawa               | KAK           | 香 (KA)               |
| Kagoshima  | Kagoshima      | 鹿児島     | Kagoshima            | KOK           | 鹿 (KO)               |
| Kagoshima  | Kagoshima      | 奄美       | Amami                | KOA           |                       |
| Kanagawa   | Aikawa         | 相模       | Sagami               | KNS           |                       |
| Kanagawa   | Hiratsuka      | 湘南       | Shōnan               | KNN           |                       |
| Kanagawa   | Kawasaki       | 川崎       | Kawasaki             | KNK           |                       |
| Kanagawa   | Yokohama       | 横浜       | Yokohama             | KNY           | 神 (KN)               |
| Kōchi      | Kōchi          | 高知       | Kōchi                | KCK           | 高 (KC)               |
| Kumamoto   | Kumamoto       | 熊本       | Kumamoto             | KUK           | 熊 (KU)               |
| Kioto      | Kioto          | 京都       | Kioto                | KTK           | 京 (KT)               |
| Mie        | Tsu            | 三重       | Mie                  | MEM           | 三 (ME)               |
| Mie        | Tsu            | 鈴鹿       | Suzuka               | MES           |                       |
| Miyagi     | Sendai         | 宮城       | Miyagi               | MGM           | 宮 (MG)               |
| Miyagi     | Sendai         | 仙台       | Sendai               | MGS           |                       |
| Miyazaki   | Miyazaki       | 宮崎       | Miyazaki             | MZ            |                       |
| Nagano     | Matsumoto      | 松本       | Matsumoto            | NNM           |                       |
| Nagano     | Matsumoto      | 諏訪       | Suwa                 | NNS           |                       |
| Nagano     | Nagano         | 長野       | Nagano               | NNN           | 長 (NN)               |
| Nagasaki   | Nagasaki       | 長崎       | Nagasaki             | NS            |                       |
| Nagasaki   | Tsushima       | 長崎       | Nagasaki             | NS            |                       |
| Nagasaki   | Sasebo         | 佐世保     | Sasebo               | NSS           |                       |
| Nara       | Yamatokōriyama | 奈良       | Nara                 | NRN           | 奈 (NR)               |
| Niigata    | Nagaoka        | 長岡       | Nagaoka              | NGO           |                       |
| Niigata    | Niigata        | 新潟       | Niigata              | NGN           | 新 (NG)               |
| Ōita       | Ōita           | 大分       | Ōita                 | OT            |                       |
| Okayama    | Okayama        | 岡山       | Okayama              | OYO           | 岡 (OY)               |
| Okayama    | Okayama        | 倉敷       | Kurashiki            | OYK           |                       |
| Okinawa    | Ishigaki       | 沖縄       | Okinawa              | ONO           | 沖 (ON)               |
| Okinawa    | Miyakojima     | 沖縄       | Okinawa              | ONO           | 沖 (ON)               |
| Okinawa    | Urasoe         | 沖縄       | Okinawa              | ONO           | 沖 (ON)               |
| Osaka      | Izumi          | 和泉       | Izumi                | OSZ           | 泉 (OSI)              |
| Osaka      | Izumi          | 堺         | Sakai                | OSS           |                       |
| Osaka      | Neyagawa       | 大阪       | Ōsaka                | OSO           | 大 (OS)               |
| Osaka      | Osaka          | なにわ     | Naniwa               | OSN           |                       |
| Saga       | Saga           | 佐賀       | Saga                 | SAS           | 佐 (SA)               |
| Saitama    | Kasukabe       | 春日部     | Kasukabe             | STB           |                       |
| Saitama    | Kasukabe       | 越谷       | Koshigaya            | STY           |                       |
| Saitama    | Kumagaya       | 熊谷       | Kumagaya             | STK           |                       |
| Saitama    | Saitama        | 大宮       | Ōmiya                | STO           | 埼玉 (STS), 埼 (ST)   |
| Saitama    | Saitama        | 川口       | Kawaguchi            | STW           |                       |
| Saitama    | Tokorozawa     | 所沢       | Tokorozawa           | STT           |                       |
| Saitama    | Tokorozawa     | 川越       | Kawagoe              | STG           |                       |
| Shiga      | Moriyama       | 滋賀       | Shiga                | SIS           | 滋 (SI)               |
| Shimane    | Shimane        | 島根       | Shimane              | SN            | 嶋 (SM)               |
| Shizuoka   | Hamamatsu      | 浜松       | Hamamatsu            | SZH           |                       |
| Shizuoka   | Numazu         | 沼津       | Numazu               | SZN           |                       |
| Shizuoka   | Numazu         | 富士山     | Fujisan              | SZF           |                       |
| Shizuoka   | Numazu         | 伊豆       | Izu                  | SZI           |                       |
| Shizuoka   | Shizuoka       | 静岡       | Shizuoka             | SZS           | 静 (SZ)               |
| Tochigi    | Sano           | とちぎ     | Tochigi              | TCK           |                       |
| Tochigi    | Utsunomiya     | 宇都宮     | Utsunomiya           | TGU           | 栃木 (TGT), 栃 (TG)   |
| Tochigi    | Utsunomiya     | 那須       | Nasu                 | TGN           |                       |
| Tokushima  | Tokushima      | 徳島       | Tokushima            | TST           | 徳 (TS)               |
| Tokio      | Adachi         | 足立       | Adachi               | TKA           | 足 (TOA)              |
| Tokio      | Hachiōji       | 八王子     | Hachiōji             | TKH           |                       |
| Tokio      | Kunitachi      | 多摩       | Tama                 | TKT           | 多 (TOT)              |
| Tokio      | Nerima         | 練馬       | Nerima               | TKN           | 練 (TON)              |
| Tokio      | Nerima         | 杉並       | Suginami             | TKM           |                       |
| Tokio      | Shinagawa      | 品川       | Shinagawa, Ogasawara | TKS           | 品 (TOS)              |
| Tokio      | Shinagawa      | 世田谷     | Setagaya             | TKG           |                       |
| Tottori    | Tottori        | 鳥取       | Tottori              | TTT           | 鳥 (TT)               |
| Toyama     | Toyama         | 富山       | Toyama               | TYT           | 富 (TY)               |
| Wakayama   | Wakayama       | 和歌山     | Wakayama             | WKW           | 和 (WK)               |
| Yamagata   | Mikawa         | 庄内       | Shōnai               | YAS           |                       |
| Yamagata   | Yamagata       | 山形       | Yamagata             | YA            |                       |
| Yamaguchi  | Yamaguchi      | 山口       | Yamaguchi            | YUY           | 山 (YU)               |
| Yamaguchi  | Yamaguchi      | 下関       | Shimonoseki          | YUS           |                       |
| Yamanashi  | Fuefuki        | 山梨       | Yamanashi            | YN            |                       |
| Yamanashi  | Fuefuki        | 富士山     | Fujisan              | YNF           |                       |

## Sistema de código de vehículo
Además del tamaño y color de la matrícula, las placas japonesas desde 1962 han identificado el tipo de vehículo (expresado en longitud, anchura y altura, así como el desplazamiento del motor) mediante el uso de un código de clase de vehículo indicado por un número en la línea superior de la placa para Todos los vehículos con tres o más ruedas. El sistema de códigos de clase de vehículos no se comprende ampliamente fuera de Japón, y como resultado, los vehículos japoneses que exhiben placas japonesas de "vanidad" en espectáculos y eventos en el extranjero a menudo se tergiversan involuntariamente.
Las motos y otros vehículos de dos ruedas no utilizan este sistema.